# Pardosa rascheri
Pardosa rascheri är en spindelart som först beskrevs av Dahl 1908.  Pardosa rascheri ingår i släktet Pardosa och familjen vargspindlar. Inga underarter finns listade i Catalogue of Life.